# NSWRL 1989
Die NSWRL 1989 war die 82. Saison der New South Wales Rugby League Premiership, der ersten australischen Rugby-League-Meisterschaft. Den ersten Tabellenplatz nach Ende der regulären Saison belegten die South Sydney Rabbitohs. Diese verloren im Halbfinale 16:32 gegen die Canberra Raiders, die im Finale 19:14 gegen die Balmain Tigers gewannen. Die Raiders gewannen damit die NSWRL zum ersten Mal und waren zudem der erste Meister der NSWRL, der nicht aus New South Wales kam.

## Tabelle
|      | Team                          | Spiele | Siege | Unent. | Ndlg. | Spiel- punkte | Diff. | Tabellen- punkte |
| ---- | ----------------------------- | ------ | ----- | ------ | ----- | ------------- | ----- | ---------------- |
| 01.  | South Sydney Rabbitohs        | 22     | 18    | 1      | 3     | 390:207       | + 183 | 37               |
| 02.  | Penrith Panthers              | 22     | 16    | 0      | 6     | 438:241       | + 197 | 32               |
| 03.  | Balmain Tigers                | 22     | 14    | 1      | 7     | 380:236       | + 144 | 29               |
| 04.  | Canberra Raiders              | 22     | 14    | 0      | 8     | 457:287       | + 170 | 28               |
| 05.  | Brisbane Broncos              | 22     | 14    | 0      | 8     | 398:290       | + 108 | 28               |
| 06.  | Cronulla-Sutherland Sharks    | 22     | 14    | 0      | 8     | 368:281       | + 87  | 28               |
| 07.  | Newcastle Knights             | 22     | 11    | 0      | 11    | 281:281       | ± 0   | 22               |
| 08.  | Parramatta Eels               | 22     | 11    | 0      | 11    | 346:366       | - 20  | 22               |
| 09.  | Canterbury-Bankstown Bulldogs | 22     | 10    | 2      | 10    | 280:337       | - 57  | 22               |
| 010. | St. George Dragons            | 22     | 10    | 0      | 12    | 330:356       | - 26  | 20               |
| 011. | Eastern Suburbs Roosters      | 22     | 9     | 1      | 12    | 348:346       | + 2   | 19               |
| 012. | Manly-Warringah Sea Eagles    | 22     | 9     | 1      | 12    | 334:343       | - 9   | 19               |
| 013. | Western Suburbs Magpies       | 22     | 7     | 1      | 14    | 229:389       | - 160 | 15               |
| 014. | Gold Coast-Tweed Giants       | 22     | 7     | 1      | 14    | 223:383       | - 160 | 15               |
| 015. | North Sydney Bears            | 22     | 5     | 1      | 16    | 194:406       | - 212 | 11               |
| 016. | Illawarra Steelers            | 22     | 2     | 1      | 19    | 256:503       | - 247 | 5                |

## Playoffs

### Ausscheidungsplayoff
| 29. August | Cronulla-Sutherland Sharks | 38 : 14 | Penrith Panthers | Parramatta Stadium, Sydney Zuschauer: 9.047 Schiedsrichter: Mick Stone |
| 29. August | (14:8) Bericht             |         |                  | Parramatta Stadium, Sydney Zuschauer: 9.047 Schiedsrichter: Mick Stone |

- Das Spiel fand statt, da Cronulla-Sutherland und Brisbane punktgleich waren.

### Ausscheidungs/Qualifikationsplayoffs
| 2. September | Canberra Raiders | 31 : 10 | Cronulla-Sutherland Sharks | Sydney Football Stadium, Sydney Zuschauer: 18.186 Schiedsrichter: Bill Harrigan |
| 2. September | Bericht          |         |                            | Sydney Football Stadium, Sydney Zuschauer: 18.186 Schiedsrichter: Bill Harrigan |

| 3. September | Balmain Tigers | 24 : 12 | Penrith Panthers | Sydney Football Stadium, Sydney Zuschauer: 29.508 Schiedsrichter: Mick Stone |
| 3. September | Bericht        |         |                  | Sydney Football Stadium, Sydney Zuschauer: 29.508 Schiedsrichter: Mick Stone |

| 9. September | Canberra Raiders | 27 : 18 | Penrith Panthers | Sydney Football Stadium, Sydney Zuschauer: 20.314 Schiedsrichter: Mick Stone |
| 9. September | Bericht          |         |                  | Sydney Football Stadium, Sydney Zuschauer: 20.314 Schiedsrichter: Mick Stone |

| 10. September 15:00 | Balmain Tigers | 20 : 10 | South Sydney Rabbitohs | Sydney Football Stadium, Sydney Zuschauer: 40.000 Schiedsrichter: Bill Harrigan |
| 10. September 15:00 | (10:6) Bericht |         |                        | Sydney Football Stadium, Sydney Zuschauer: 40.000 Schiedsrichter: Bill Harrigan |

### Halbfinale
| 17. September 15:00 | Canberra Raiders | 32 : 16 | South Sydney Rabbitohs | Sydney Football Stadium, Sydney Zuschauer: 31.469 Schiedsrichter: Bill Harrigan |
| 17. September 15:00 | (12:12) Bericht  |         |                        | Sydney Football Stadium, Sydney Zuschauer: 31.469 Schiedsrichter: Bill Harrigan |

### Grand Final
| 24. September | Canberra Raiders | 19 : 14        | Balmain Tigers                                                                | Sydney Football Stadium, Sydney Zuschauer: 40.500 Schiedsrichter: Bill Harrigan |
| 24. September | Versuche: Belcher, Ferguson, Jackson Erhöhungen: Meninga (2/3) Straftritte: Meninga (1/3) Dropgoals: O’Sullivan (1) | (2:12) Bericht | Versuche: Grant, Sironen Erhöhungen: Currier (2/2) Straftritte: Currier (1/2) | Sydney Football Stadium, Sydney Zuschauer: 40.500 Schiedsrichter: Bill Harrigan |

| 1                  | Gary Belcher     |
| 2                  | Matthew Wood     |
| 3                  | Mal Meninga      |
| 4                  | Laurie Daley     |
| 5                  | John Ferguson    |
| 6                  | Chris O’Sullivan |
| 7                  | Ricky Stuart     |
| 8                  | Glenn Lazarus    |
| 9                  | Steve Walters    |
| 10                 | Brent Todd       |
| 11                 | Dean Lance       |
| 12                 | Gary Coyne       |
| 13                 | Bradley Clyde    |
| Auswechselspieler: |                  |
| 15                 | Paul Martin      |
| 20                 | Steve Jackson    |
| 22                 | Kevin Walters    |

| 1                  | Garry Jack     |
| 2                  | James Grant    |
| 3                  | Andy Currier   |
| 4                  | Tim Brasher    |
| 5                  | Steve O’Brien  |
| 6                  | Michael Neil   |
| 7                  | Gary Freeman   |
| 8                  | Steve Roach    |
| 9                  | Ben Elias      |
| 10                 | Steve Edmed    |
| 11                 | Bruce McGuire  |
| 12                 | Paul Sironen   |
| 13                 | Wayne Pearce   |
| Auswechselspieler: |                |
| 14                 | Michael Pobije |
| 15                 | Shaun Edwards  |
| 16                 | Kevin Hardwick |